# Caleijão
Caleijão es una localidad caboverdiana del municipio de Ribeira Brava.

## Geografía
La localidad está situada en la isla de São Nicolau.

## Organización territorial
La localidad abarca los lugares y barrios de:
- Água de Canal
- Assomada de Vila
- Cabeço de Caleijão
- Campo Preguiça
- Chã
- Horta Nova
- Morrinho
- Tomé Pires